# 부산지방법원 서부지원
부산지방법원 서부지원은 부산지방법원 관할구역 중 강서구, 북구, 사상구, 사하구의 재판을 관할하는 지방법원이다. 부산광역시 강서구 명지국제7로 77 (명지동)에 위치해 있다.

## 연혁
- 2017년 3월 1일: 부산지방법원에서 분리
- 2017년 7월 31일: 명지동 현 청사로 이전

## 관할 등기소
- 서부지원 등기과: 사하구, 강서구
- 북부산등기소: 북구, 사상구